# Городоцький ліцей №1
Городоцький ліцей № 1 — ліцей у місті Городок (Хмельницька область) із загальноосвітніми класами.

## Історія

### 1-й варіант
У Городку школа, яку сьогодні називають ліцей (раніше — школа № 1), була побудована у 1930-34 рр. на території саду Римо-католицького священика О.Косіньського. Першим директором був Альбін Новіцький. Школу відвідувала 621 особа, в приміщенні існувала кабінетна система — кожен предмет викладався в іншому кабінеті. Все знаряддя було виготовлене з дубового дерева. На вікнах було багато квітів. В 1936—1938 рр. директором школи був Жуковський, історик.

В мальовничому роздоллі на берегах Смотрича розташувалося місто Городок. Городок — це дуже давнє поселення; початково називалося Новодвір. Перша історична згадка про нього датується 1496 роком. Спочатку — це укріплена фортеця, яку кілька раз знищували татари. Але місто піднімалося з руїн, відроджувалося і міцніло з століття в століття. У середині XIX ст. — це Купинський адміністраційний округ, де є волость, аптека, мировий суд, пошта, фабрика цукру, 5 млинів, ґуральня, церква, що нараховувала 1055 парафіян, костел католицький — 7297 віруючих, синагога, 4 будинки молитви, фабрика пасків, шнурів і упряжі, 4 гарбарні і 1 мидлярня. Місто складалося з ринку з 80 магазинами і кільканадцяти вулиць, працювало тут до 100 ремісників. Проживало тут 7,5 тисяч жителів, з них — 2,5 тисячі євреїв, решту — українці та поляки.

Такий вигляд зберігала наша школа від моменту створення до ремонту наприкінці 90-х років 20-го століття.
З першого вересня 1999 року відновлено роботу як сучасного закладу.

### 2-й варіант
В Городку школа, яку сьогодні називають ліцей (раніше — школа № 1), була побудована для потреб польської громади міста. Шкільний корпус почали будувати в 1930 році на території саду Римо-католицького священика О.Косіньського. Новий шкільний рік в будинку розпочався в 1934 році. Директором став пан Альбін Новіцький. Школу відвідувала 621 особа, в приміщенні існувала кабінетна система — кожен предмет викладався в іншому кабінеті. Все знаряддя було виготовлене з дубового дерева. На вікнах було багато квітів. В 1936—1938 рр. директором школи був пан Жуковський, історик. В ці роки вчителювали:

1. п. Белінська (польська мова та література)

2. п. Беднаж (вчитель 1-4 класів)

3. п. Глаков'як (фізика)

4. п. Грабовська (математика)

5. п. Гольштейн (музика)

6. п. Дульський (історія)

7. п. Завальський (технічне виховання)

8. п. Крижановська (математика)

9. п. Конинівський (історія)

10. п. Коковський (вчитель 1-4 класів)

11. п. Мазур (математика)

12. п. Міхалевська (вчителька 1-4 класів)

13. п. Надворний (фізика)

14. п. Роговська (біологія)

15. п. Sucharde (німецька мова)

16. п. Хабовська (польська мова)

17. п. Цішкоський (історія)

18. п. Янковський (вчитель 1-4 класів)

19. п. Каліновський (фізкультура)
Це вчительський склад школи в 1936—1938 рр. З приходом комуністичної влади багато вчителів були репресовані з політичних мотивів та через те, що були поляками. Проте школа не припинила свого існування. В 1938 році змінився педагогічний склад, екзамени складали українською мовою.

Табель учні одержували двома мовами — російською та польською.

(Матеріал підготовлено за публікацією в польському журналі «Rota -I (9)' 93» ст.112 Володимира Малецького)

## Опис
У сучасному вигляді ліцей працює з першого вересня 1999 року.
Головне завдання ліцею — знайти обдарованих дітей і виховати кожного з них патріотом отчої землі, інтелігентом-гуманістом, високоосвіченою особистістю, яка прагне до знань, уміє мислити, знає основи наук, володіє однією-двома і більше мовами, прагне присвятити себе науковій, творчій, педагогічній, державній чи політичній діяльності. Центром усієї роботи ліцею є учень. Саме та особа, на яку є соціальне замовлення і яке далеко не завжди збігається із запитами учня. І, звичайно, щасливий той учень, який зможе свої запити росту, збагачення в інтелектуальному плані максимально реалізувати в даному навчальному закладі. Щоб навчити і виховати такого учня, необхідною фігурою постає вчитель, який може стати об'єктом достатності тільки тоді, коли є високоінтелектуальним, з належним методично-фаховим забезпеченням, озброєний інноваційними методиками, технологіями, навчально-наочними посібниками. Науковий підхід до навчання і виховання у сучасній школі — це одне з найважливіших питань, а методична робота є основним компонентом системи підвищення кваліфікації педагогічних кадрів, завданням якої є донесення до педагогів інформації про результати наукових досліджень і передового досвіду у галузі педагогіки, психології, теорії викладання предмета, ознайомлення із застосуванням методів навчально-виховної роботи та надання допомоги в удосконаленні професійної підготовки. У ліцеї робота спрямована на вирішення проблеми «Впровадження інноваційних особистісно-зорієнтованих технологій для стимулювання розвитку інтелектуального і творчого потенціалу учнів, забезпечення ім безперервної освіти». Виконанню цієї мети підпорядкована вся науково-методична робота. Для управління нею створена науково-методична рада, яка організовує науково-методичну діяльність викладачів, керує науково-дослідницькою роботою вчителів і учнів, проводить наукові конференції, вивчає і узагальнює передовий педагогічний досвід, впроваджує новітні особистісно-зорієнтовані технології в навчально-виховний процес.

### Науково-методична діяльність
У ліцеї накопичено певний досвід щодо організації науково-методичної діяльності, яка має структуру: науково-методична рада, до складу якої входять завідувачі ліцейних кафедр, заступники директора ліцею, завідувач районного методичного кабінету, проректор Хмельницького інституту бізнесу; 6 кафедр: гуманітарна, кафедра іноземних мов, суспільно-економічна кафедра, кафедра природничих наук, кафедра прикладного мистецтва.

### Склад
В даний час[на коли?] у ліцеї є :

Учнів — 375;

класів — 16;

Вчителів — 36 і 8 сумісників, з них:

відмінників освіти України — 3;

вчителів вищої категорії — 35, з них:

вчителів методисти — 11;

старших вчителів — 14;

вчителів першої категорії — 3;

вчителів другої категорії — 2;

спеціалістів — 4.